# 1970-es norvég labdarúgó-bajnokság (első osztály)
Az 1970-es 1. divisjon volt a 26. alkalommal megrendezett, legmagasabb szintű labdarúgó-bajnokság Norvégiában.
A címvédő a Rosenborg volt. A szezont a Strømsgodset csapata nyerte, a bajnokság történetében először.

## Tabella
| Hely. | Csapat           | M  | Gy | D | V  | G+ | G– | Gk  | P  | Továbbjutás vagy kiesés                                        |
| ----- | ---------------- | -- | -- | - | -- | -- | -- | --- | -- | -------------------------------------------------------------- |
| 1.    | Strømsgodset (B) | 18 | 11 | 3 | 4  | 36 | 21 | +15 | 25 | A szezon bajnoka; kvalifikált a Bajnokcsapatok Európa-kupájába |
| 2.    | Rosenborg        | 18 | 10 | 4 | 4  | 15 | 5  | +10 | 24 | Kvalifikált az UEFA-kupába                                     |
| 3.    | HamKam (F)       | 18 | 10 | 3 | 5  | 31 | 15 | +16 | 23 |                                                                |
| 4.    | Brann            | 18 | 9  | 5 | 4  | 18 | 11 | +7  | 23 |                                                                |
| 5.    | Sarpsborg        | 18 | 9  | 3 | 6  | 21 | 21 | 0   | 21 |                                                                |
| 6.    | Viking           | 18 | 8  | 3 | 7  | 27 | 20 | +7  | 19 |                                                                |
| 7.    | Fredrikstad      | 18 | 5  | 6 | 7  | 16 | 21 | −5  | 16 |                                                                |
| 8.    | Hødd             | 18 | 4  | 3 | 11 | 20 | 27 | −7  | 11 |                                                                |
| 9.    | Skeid (K)        | 18 | 4  | 3 | 11 | 16 | 23 | −7  | 11 | Kiesett a 2. divisjonbe                                        |
| 10.   | Pors (F, K)      | 18 | 3  | 1 | 14 | 10 | 46 | −36 | 7  | Kiesett a 2. divisjonbe                                        |

## Meccstáblázat
| Hazai \ Vendég | BRA | FRE | HAM | HØD | POR | ROS | SRP | SKE | STM | VIK |
| -------------- | --- | --- | --- | --- | --- | --- | --- | --- | --- | --- |
| Brann          | —   | 1–0 | 0–3 | 2–0 | 1–0 | 0–1 | 0–1 | 2–0 | 1–0 | 2–1 |
| Fredrikstad    | 0–0 | —   | 0–0 | 2–2 | 1–2 | 1–0 | 2–3 | 1–3 | 2–0 | 0–2 |
| HamKam         | 0–1 | 0–0 | —   | 4–1 | 6–0 | 1–0 | 2–0 | 1–1 | 4–1 | 4–2 |
| Hødd           | 1–2 | 1–2 | 1–0 | —   | 2–0 | 0–0 | 0–2 | 0–0 | 1–3 | 1–0 |
| Pors           | 0–3 | 0–1 | 0–1 | 0–6 | —   | 0–2 | 1–2 | 2–1 | 1–3 | 1–1 |
| Rosenborg      | 0–0 | 2–0 | 3–0 | 1–0 | 1–0 | —   | 0–1 | 1–0 | 1–0 | 1–0 |
| Sarpsborg      | 1–1 | 1–1 | 1–0 | 2–1 | 0–1 | 0–0 | —   | 0–3 | 0–2 | 2–1 |
| Skeid          | 1–1 | 0–1 | 0–1 | 1–0 | 4–1 | 0–2 | 1–2 | —   | 0–2 | 0–3 |
| Strømsgodset   | 0–0 | 2–2 | 4–2 | 4–3 | 7–1 | 2–0 | 2–1 | 1–0 | —   | 1–0 |
| Viking         | 2–1 | 2–0 | 0–2 | 2–0 | 4–0 | 0–0 | 3–2 | 2–1 | 2–2 | —   |

## Statisztikák

### Gólkirály
- Steinar Pettersen (Strømsgodset) – 16 gól